# Fatuma Roba
Fatuma Roba (13 marzo 1973) è un'ex maratoneta etiope.

## Biografia
Ai Giochi della XXVI Olimpiade vinse l'oro nella maratona ottenendo un tempo migliore della russa Valentina Egorova (medaglia d'argento) e della giapponese Yuko Arimori.

## Palmarès
| Anno | Manifestazione             | Sede                | Evento         | Risultato | Prestazione | Note |
| ---- | -------------------------- | ------------------- | -------------- | --------- | ----------- | ---- |
| 1992 | Mondiali di mezza maratona | Newcastle upon Tyne | Mezza maratona | 6ª        | 1h10'28"    |      |
| 1994 | Mondiali di mezza maratona | Oslo                | Mezza maratona | 11ª       | 1h10'49"    |      |
| 1995 | Mondiali                   | Göteborg            | Maratona       | 19ª       | 2h39'27"    |      |
| 1996 | Giochi olimpici            | Atlanta             | Maratona       | Oro       | 2h26'05"    |      |
| 1999 | Mondiali                   | Siviglia            | Maratona       | 4ª        | 2h28'04"    |      |
| 2000 | Giochi olimpici            | Sydney              | Maratona       | 9ª        | 2h27'38"    |      |
| 2001 | Mondiali                   | Edmonton            | Maratona       | 13ª       | 2h31'10"    |      |

## Altre competizioni internazionali
1994
- Oro al Cross de l'Acier ( Leffrinckoucke)

1995
- 4ª alla Mezza maratona di Berlino ( Berlino) - 1h12'26"

1996
- 8ª alla Maratona di Tokyo ( Tokyo) - 2h35'54"
- Oro alla Maratona di Roma ( Roma) - 2h29'05"
- Oro alla Maratona di Marrakech ( Marrakech) - 2h30'50"

1997
- Oro alla Maratona di Boston ( Boston) - 2h26'23"
- 4ª alla Maratona di Tokyo ( Tokyo) - 2h30'39"
- Argento alla Mezza maratona di Lisbona ( Lisbona}) - 1h09'43"

1998
- Oro alla Maratona di Boston ( Boston) - 2h23'21"
- 8ª alla Maratona di Tokyo ( Tokyo) - 2h36'22"
- 17ª alla Mezza maratona di Tokyo ( Tokyo) - 1h13'32"

1999
- Oro alla Maratona di Boston ( Boston) - 2h23'25"
- Argento alla Maratona di Tokyo ( Tokyo) - 2h27'05"
- Oro alla Mezza maratona di Matsue ( Matsue) - 1h10'54"

2000
- Bronzo alla Maratona di Boston ( Boston) - 2h26'27"
- Oro alla Mezza maratona di Kyoto ( Kyoto) - 1h10'16"
- 7ª alla Peachtree Road Race ( Atlanta) - 33'16"

2001
- 5ª alla Maratona di Boston ( Boston) - 2h28'08"
- Argento alla Maratona di San Diego ( San Diego) - 2h27'22"
- Oro alla Maratona di Madrid ( Madrid) - 2h28'33"
- Oro alla Mezza maratona di Lisbona ( Lisbona) - 1h10'29"
- Oro alla Mezza maratona di Kyoto ( Kyoto) - 1h09'19"
- 5ª alla Mezza maratona di Virginia Beach ( Virginia Beach) - 1h11'49"

2002
- Argento alla Maratona di Nagano ( Nagano) - 2h27'16"

2003
- Argento alla Maratona di San Diego ( San Diego) - 2h30'26"
- Bronzo alla Maratona di Nagano ( Nagano) - 2h31'05"

2004
- Oro alla Maratona di Nagano ( Nagano) - 2h28'05"